# Angeles
Angeles é uma cidade de primeira classe de renda da cidade na província Luzon Central, nas Filipinas. De acordo com o censo de 1 maio  de  2020 possui uma população de 462 928 pessoas e 116 343 domicílios.